# Stefan Živanović
Stefan Živanović (in serbo Стефан Живановић?; Belgrado, 19 febbraio 1989) è un cestista serbo.

## Carriera
Con la Serbia ha disputato i Giochi del Mediterraneo di Mesin 2013 e con la Serbia universitaria, due edizioni delle Universiadi (Shenzen 2011, Kazan' 2013).

## Palmarès
- Coppa di Bosnia ed Erzegovina: 1

KK Igokea: 2015